# Pohlibski Kanal
Pohlibski Kanal är ett sund i Kroatien. Det ligger i den sydvästra delen av landet, 180 km sydväst om huvudstaden Zagreb.